# Centro Nacional de Estudos Espaciais
Centre National d'Études Spatiales (em português: Centro Nacional de Estudos Espaciais - CNES) é a agência espacial francesa.
Administrativamente, é um "estabelecimento de carácter industrial e comercial". O CNES está sob o controle dos Ministérios da Pesquisa e da Defesa da França. Foi criado por iniciativa do General Charles de Gaulle em 15 de dezembro de 1961 com o objetivo de elaborar a política espacial francesa. O CNES trabalha em colaboração com a Arianespace e a Agência Espacial Europeia (ESA).